# Hort von Ardagh

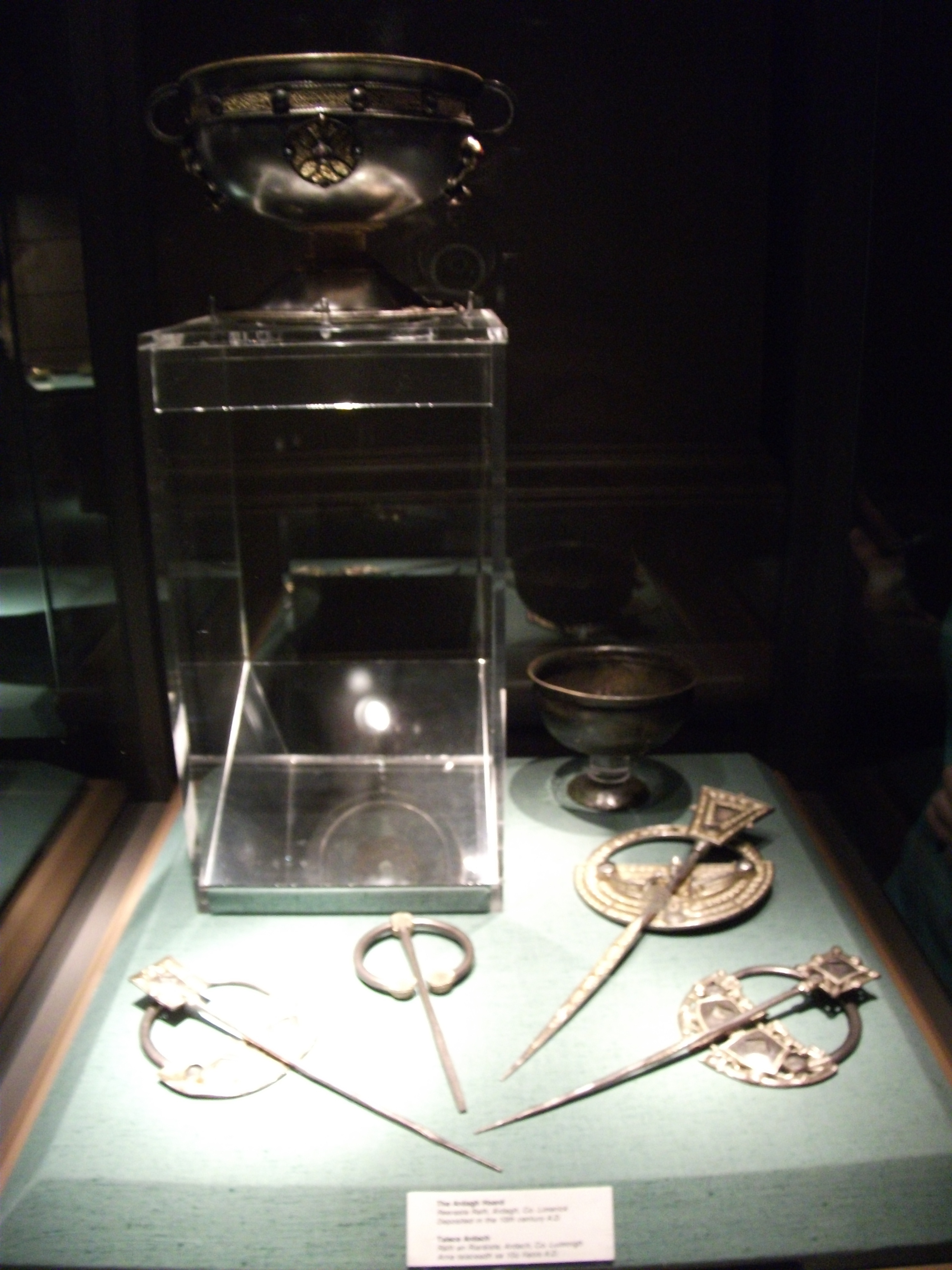
Der Hort von Ardagh im Irischen Nationalmuseum

Der Hort von Ardagh ist ein Hortfund, der 1868 in Ardagh in der irischen Grafschaft Limerick gefunden wurde. Er befindet sich heute im Irischen Nationalmuseum. Der Fund besteht aus dem sogenannten „Kelch von Ardagh“, einem Bronzekelch und vier Fibeln aus vergoldetem Silber, drei davon geschlossene Ringfibeln und eine frühmittelalterliche Distelfibel spätes 9. oder frühes 10. Jahrhundert. Es ist einer der seltenen Horte mit Metallarbeiten, unter denen sich mit dem Kelch von Ardagh ein liturgisches Gefäß befindet. Der Kelch ist einer der zehn Major Pieces des Irischen Nationalmuseums und gilt neben dem Book of Kells als herausragendes Beispiel für Kunst Irlands.

## Fundgeschichte
Der Hort wurde 1868 von einem Jungen gefunden, der innerhalb des sich neben Ardagh befindenden Reerasta Rath Kartoffeln hackte. Die Stücke befanden sich knapp einen Meter unter der Oberfläche, die kleineren Gegenstände befanden sich innerhalb des Kelchs von Ardagh und waren durch einen darauf stehenden Stein geschützt. Die Entstehungszeit der Objekte reicht vom 8. bis ins 10. Jahrhundert, weshalb geschlossen wurde, dass der Hort vermutlich im 10. Jahrhundert vergraben wurde, als die Wikinger die Britischen Inseln durchstreiften.

## Fundstücke

### Kelch von Ardagh

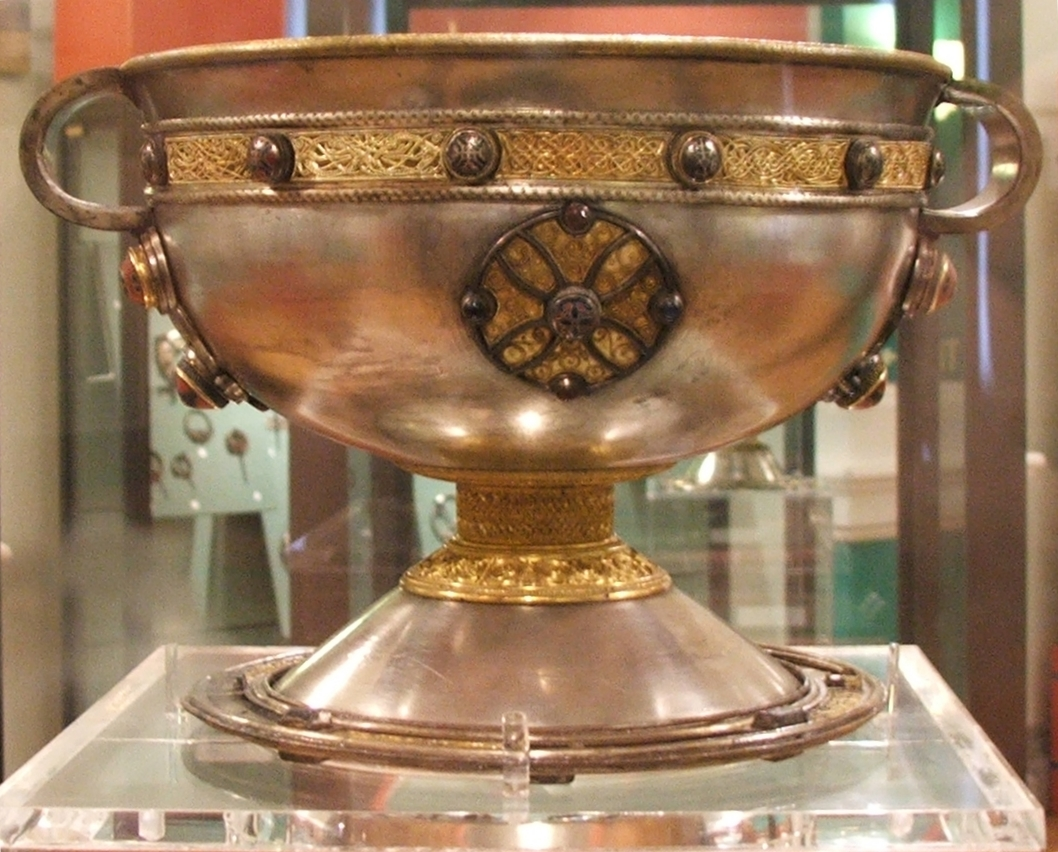
Der Kelch von Ardagh

Der Kelch von Ardagh ist ein Calix ministerialis, also ein Abendmahlskelch, der genutzt wurde um Gläubigen die Kelchkommunion zu reichen. Er wird auf das 8. Jahrhundert datiert. Die Form weist ihn als Variante eines aus dem östlichen Mittelmeerraum bekannten Kelchtypus aus, der von byzantinischen Silberhortfunden des 6. Jahrhunderts bekannt ist. Einzelne Merkmale wie die Verzierung stehen in der lokalen Tradition irischer Kunst und wurden auf das liturgische Gefäß übertragen. Er wurde seit seinem Fund zweimal restauriert, das erste Mal im 19. Jahrhundert von einem Juwelier, das zweite Mal 1961 in den Werkstätten des British Museum. Der Kelch stellt „ein ‚Musterbuch‘ der Fertigkeiten dar, die in der Metallarbeit in Irland damals angewandt wurden.“
Die Schale und der Fuß des Kelchs bestehen aus gehämmertem Silber, das durch anschließendes Drehen poliert wurde. Die Henkel sind ebenfalls aus Silber und wurden im Gießverfahren gefertigt. Der zylinderförmige Schaft und die Ringe an den Basen der Schale und des Fußes wurden aus später vergoldeter Bronze gegossen, ebenfalls aus vergoldeter Bronze ist das Profil, das dem Schalenrand aufgesetzt wurde. Schale, Schaft und Fuß des Kelches werden mit einem im Querschnitt quadratischen Bolzen zusammengehalten, dessen oberes Ende im Boden der Schale zu sehen ist. Auf der Fußunterseite ist der Bolzen durch eine Fassung verdeckt, in die ein konischer Bergkristall und ein aus Bronze gegossener Ring eingelegt sind.
Die Schale ist mit Ausnahme eines dicht unter dem Rand aufgelegten Reifens nicht verziert, der Reifen besteht aus Goldfiligranfeldern und dazwischen eingelegten Glasbuckeln. Auf beiden Seiten des Kelchs ist zudem jeweils ein Medaillon aufgesetzt, das kreuzförmig unterteilt ist und mit Goldfiligran und Cabochons aus Glas verziert ist. Unterhalb des Reifens ist die Silberoberfläche gestrichelt, in den Aussparungen der Strichelung sind die Namen der Apostel enthalten. Die Namen sind bis auf zwei im Genitiv wiedergegeben, nur die Namen von Thaddäus und Simon finden sich im Nominativ. Die Buchstaben ähneln stilistisch den Initialen des Book of Lindisfarne.
Die Henkel entspringen aus zwei Attaschen, die mit Email- und Filigranarbeiten verziert und mit Nieten befestigt sind.
Leicht gestrichelte Streifen finden sich auch um die Henkel, die Attaschen und den oberen Schaftrand, unterhalb der Henkel und Attaschen verbreitern sich diese zu Motiven aus Tieren und Menschenköpfen. In einige der Emailarbeiten der Attaschen sind eckige Metallgitter eingelegt, was als Versuch gedeutet wird, die Cloisonné-Arbeiten fränkischer und sächsischer Schmuckstücke dieser Zeit nachzuahmen. Die Attaschen sind mit großen Buckeln versehen, die mit unterteilten Rinnen umgeben sind. In diesen ist ein grüner Rückstand aus mit Malachit vermischtem Leim zu erkennen, der dazu diente, dünne Bernsteinarbeiten zu befestigen.
Die Kerbschnittornamente sowie die Unterseite des Fußes wurden im Gießverfahren hergestellt, vertreten sind sowohl verschlungene Tiermotive als auch Ornamentik des späten Latène-Stils. An der Oberseite des Fußrandes finden sich durchbrochene vergoldete Kupferplatten und gewebeartige Netzwerke aus Draht.
Auf der Unterseite des Fußes befinden sich gepresste Kupferbleche, der Ring unterhalb des Fußes ist mit Filigranarbeiten und Verzierungen aus Kerbschnitt versehen. Es finden sich blaue Emailfelder, die mit C-förmig gerollten Einlagen aus Perldraht versehen sind, an einigen der Felder mit durchbrochenen Arbeiten wurden Glimmerblätter als Unterlage angebracht. Die Unterlegung mit gemusterten Silberfolien unter die Emailarbeiten an manchen Fassungen des Kelchfußes sprechen für die Anleihe an die Tradition fränkischer und sächsischer Höfe.
Die Filigranarbeiten wurden vielfach auf geprägter Folie ausgeführt, die in den Zwischenräumen zu erkennen ist. Die Arbeiten bestehen aus Perldrähten, gedrehten Drähten und Goldkügelchen und beinhalten als Motiv neben einfachen Schnörkeln, Schlangen und Schlingen auch Vögel und andere Tiere. Die Sorte und der Typ des Drahts wurden so variiert, dass in den mitunter winzigen Feldern Tiefe erzeugt und den Motiven dadurch Leben verliehen wurde. Die Qualität der Filigranarbeiten findet sich sonst nur an der Tarafibel und der Patene von Derrynaflan, das Dekor erinnert an die Ausgestaltung des Book of Kells. Die Emailarbeiten waren auf technisch hohem Niveau, die Arbeit mit Bergkristall, Bernstein und Glimmer lässt aber bereits auf eine Abkehr von den üblichen Techniken und auf erste Versuche von Verzierungen mit Halbedelsteinen schließen.

### Bronzekelch
Der Bronzekelch ist ein Calix minor oder ein Calix sanctus, also ein Zelebrantenkelch, der in Form und Funktion den größeren Silberkelchen gleicht. Wegen der gemeinsamen Auffindung mit dem „Kelch von Argagh“ ist er Zeuge für die einheimische Produktion von liturgischen Gefäßen. Er wird auf das 8. Jahrhundert datiert.
Der Kelch war beim Zeitpunkt seiner Auffindung bereits beschädigt und ist in seiner Ausführung ein einfach gehämmertes Gefäß, dessen Schale durch Drehen poliert und mit einer Einziehung unter dem ausschwingenden Rand versehen ist. Bei der Auffindung des Horts stand die Schale auf einem röhrenförmigen Schaft, der vom Finder jedoch abgeschnitten wurde. Der Schaft wurde im 19. Jahrhundert durch ein Holzstück ersetzt, das 1977 wiederum durch Plexiglas ersetzt wurde. Darunter befindet sich ein wenig ausschwingender Fuß.
Die Verwendung von Bronze für den Kelch ist dadurch zu erklären, dass in der traditionellen irischen Erzählung die Kreuznägel der Arma Christi aus Bronze bestanden und dieses Metall daher als für liturgische Gefäße besonders geeignet betrachtet wurde.

### Ringfibel (IA:1874.104)
Die größte der drei Ringfibeln ist vollständig geschlossen, der untere Teil des Rings ist mit einer halbkreisförmigen Platte verbunden, Der Nadelkopf ist als trapezförmige Endplatte ausgeführt. Sie besteht aus vergoldetem Silber und wird auf das späte 8. oder frühe 9. Jahrhundert datiert.
Der trapezförmige Nadelkopf hat oben und an den Seiten kleine dreieckige Vorsprünge und ist in zwei Reihen mit keltischen Knotenmustern verziert. In der Mitte sitzt eine leere dreieckige Fassung, in der möglicherweise eine Vogelfigur eingelassen war, unterhalb dieser Fassung befindet sich eine leere runde Fassung.
Die Platte ist in mehrere schmale Felder unterteilt, die mit keltischen Knotenmustern in Kerbschnitt ausgefüllt sind, zum Teil wurden diese in Doppellinien ausgeführt. In der Mitte der Platte befinden sich drei als Hochrelief gearbeitete Vögel. Bei zweien sind die Federn der Flügel durch Schuppenmuster kenntlich gemacht, einer davon ist an der Seite beschädigt, sodass unter dem fehlenden Metallstück eine Vogelform aus geschnitztem Bein zu sehen ist, dem anderen fehlt der Kopf. Der dritte Vogel ist weniger verziert als die beiden anderen und auch kleiner, er verfügt jedoch als einziger über einen ausmodellierten Schwanz. An den beiden Enden und am unteren Rand des Halbkreises befinden sich drei runde Fassungen, von denen zwei leer sind und eine einen halbkugeligen Silberbuckel enthält, der mit vier eckigen Glaseinlagen versehen ist.
Der Reif des Rings ist in Felder unterteilt und mit doppellienig ausgeführten Knotenmustern verziert. Auf der Rückseite führt eine eingeritzte Linie rund um den Fibelring. An der Stelle, an der sich vorne die beiden größeren Vögel befinden, sitzen zwei dünne Platten aus vergoldeter Bronze, in die Tiermotive geschnitten sind. Von anderen irischen Fibeln ist bekannt, dass solche Platten angebracht wurden, um darunter liegende Hohlraumfüllungen zu verdecken.
Der Schaft der Nadel weist ein schmales Feld auf, das mit gegossenem Flechtdekor versehen ist.
Das Fehlen von Filigranarbeiten, die vergleichsweise ungeschickte Ausführung des einzigen erhaltenen Buckels sowie die Platten auf der Rückseite legen nahe, dass die Fibel nach der Blütezeit der irischen Prunkfibeln im 8. Jahrhundert entstanden ist. Dafür spricht nach Michael Ryan auch die Ähnlichkeit der Vogelverzierungen mit Verzierungen auf offenen schottischen Ringfibeln und dem Krummstab von Ekerö.

### Ringfibel (IA:1874.101)
Die Ringfibel ist vollständig geschlossen, der untere Teil des Rings ist mit Stegen verbunden, die zwischen zwei viertelkreisförmigen Platten angebracht sind, der Nadelkopf ist als rechteckige Endplatte ausgeführt. Sie besteht aus vergoldetem Silber und wird auf das 9. Jahrhundert datiert.
Der Nadelkopf enthält in der Mitte ein rechteckiges Feld, in das wiederum ein rautenförmiges Feld eingelassen ist. In den Ecken sind hockende Tiere mit langer Schnauze und kleinen Glasaugen zu sehen, dazwischen befindet sich jeweils ein Apostelkreuz.
Die beiden viertelkreisförmigen Platten sind durch drei Stege mit erhöhtem glattem Rand verbunden.
In den Ecken der Platten befinden sich blattförmige Hohlkehlen, die Mittelteile sind erhöht und weisen viereckige Vertiefungen mit einfachen Filigranarbeiten auf durchbrochener Folie auf. Zwischen den Hohlkehlungen finden sich in der Mitte einfache Knoten, oben Vögel mit nach hinten gewandten Köpfen und entlang den gebogenen Seiten an Hippokampen erinnernde Tiere. Die Augenhöhlen der Vögel sind leer, während die Glasaugen der Hippokampen erhalten sind. Auf den Platten finden sich je eine runde Fassung, von denen eine leer ist und die andere einen Bernsteincabochon enthält. Die erhöhten Mittelteile sind im Gegensatz zur restlichen Fibel nicht vergoldet. Die Rückseite weist zwei vertiefte Felder an den Stellen der vorderseitigen Erhöhungen auf, von denen eins eine Auflage aus zwei Silberplatten mit vergoldeten Kreuzmustern hat. Auf der anderen Seite ist diese Auflage verloren, sodass darunter eine Bleifüllung zu sehen ist.
Der Schaft der Nadel weist zwei rautenförmige Felder auf, auf einem davon sind schwach eingeritzte Knotenmuster zu sehen.
Der einfache halbrunde Ring, der viereckige Nadelkopf, die viereckigen vertieften Felder mit eingelegten Filigranarbeiten, die Verwendung von Bernstein und der Umgang mit Tiermotiven sind Merkmale, die auf einer Reihe von Fibeln des 9. Jahrhunderts zu finden und typisch für irische Fibeln dieser Zeit sind.

### Ringfibel (IA:1874.102)
Die Ringfibel ähnelt der größeren Ringfibel (IA:1874.101). Sie ist vollständig geschlossen und weist zwei viertelkreisförmige Platten auf, die mit drei Stegen verbunden sind. Ihr Nadelkopf ist rechteckig und sie besteht aus vergoldetem Silber. Sie weist ebenfalls drei runde Fassungen und drei viereckige vertiefte Felder auf, die sich an derselben Stelle befinden wie bei der größeren Fibel. Sie wird auf das 9. Jahrhundert datiert.
Im Gegensatz zur Ringfibel (IA:1874.101) ist die Fibel nicht mit Filigranarbeiten versehen. Der Nadelkopf ist quadratisch ausgeführt, in dessen erhöhtem Mittelfeld liegt ein vertieftes Feld. In den Ecken und an den Rändern befinden sich ovale und runde Buckel mit einfachem Dekor in Kerbschnitt, die von flügelähnlichen Gebilden in durchbrochener Arbeit verbunden werden. In der runden Fassung unterhalb der Erhöhung sind Reste einer Paste aus weißem Grundstoff erhalten, der mit schwarzen Teilchen vermischt wurde. Es wird vermutet, dass damit ursprünglich dünne Bernsteinplatten aufgeklebt waren.
Die beiden viertelkreisförmigen Platten sind an den gerundeten Seiten und an den innenliegenden Seiten mit langgestreckten Tieren verziert, die in durchbrochener Arbeit ausgeführt sind. Die am Außenrand liegenden Tiere haben geöffnete Mäuler, in denen Zungen und Reißzähne zu sehen sind und tragen Kämme oder Hautlappen auf dem Kopf, die nach vorne in Schnörkeln auslaufen. Die Gelenke der Tiere werden durch buckelige Reliefspiralen dargestellt. Die Tiere der Innenseite haben geschlossene Mäuler, aber einen ebenso auslaufenden Kopfbesatz. Ihre Gelenke sind als Buckel dargestellt, auf denen weitere kleine Buckel zu sehen sind. Diese „brombeerartigen“ Buckel sind ein wesentliches Element von Fibeln des 9. Jahrhunderts und stellen möglicherweise einen stilistischen Vorläufer von Distelfibeln dar.
Auf der Rückseite der Endplatten sind zwei Silberplatten zu sehen, die mit kreuzförmig aufgelegten vergoldeten Leisten in Schnurmuster unterteilt sind.
Der Nadelschaft hat auf der Vorderseite zwei ovale, mit Kerbschnitt verzierte Felder und auf der Rückseite ein einfaches vertieftes Feld.

### Distelfibel
Die Distelfibel ist aus vergoldetem Silber und wird auf das späte 9. oder das frühe 10. Jahrhundert datiert. Fibeln dieser Machart sind vor allem aus Hortfunden des 10. Jahrhunderts bekannt, weshalb sie als jüngstes Objekt des Horts von Ardagh vielfach zu Datierungsversuchen der Hortniederlegung genutzt wurde.
Sie besteht aus einem einfachen offenen Silberring mit rundem Querschnitt, der an den Enden in vergoldeten Knäufen endet. Die Knäufe sind mit Brombeerdekor versehen, ebenso wie der um dem Ring sitzende Nadelkopf, der in Form und Größe den Knäufen entspricht. Die oben noch runde Nadel verflacht sich nach unten hin zu einem dreieckigen Querschnitt. Der Schaft und der Nadelkopf sind mit einem Zapfen miteinander verbunden.